# Borreby Sogn
Borreby Sogn (på tysk Kirchspiel Borby) er et sogn omkring købstaden Egernførde i det sydøstlige Sydslesvig, tidligere delvis i Risby Herred (≈Svans Adelige Distrikt), delvis i Hytten Herred og delvis i godsdistriktet Jernved, nu i kommunerne Barkelsby, Gammelby, Gosefeld, Vindeby og en del af Egernførde i Rendsborg-Egernførde Kreds i delstaten Slesvig-Holsten.
I Borreby Sogn findes flg. stednavne:
- Barkelsby
- Birkesø (Birkensee)
- Borreby (Borby)
- Christianshøj (Christianshöh)
- Bønryd (Böhnrüh)
- Egedal (Eichthal)
- Engelsborg
- Fiskerkåd
- Flintbjerg (Flintberg)
- Friedensthal
- Fredland (Friedland)
- Frohsein
- Fuglsang
- Gammelby
- Gosefeld el. Gosby (Goosefeld≈Gåsemark)
- Græsholt (Grasholz)
- Himmelmark (Hemmelmark)
- Johannesbjerg
- Landkrug (≈Landkro)
- Lemsig (Lehmsiek)
- Louisenberg
- Hedegård
- Hoffnungsthal
- Højsten (Hohenstein)
- Katzeheide (≈Kathede)
- Kasmarksmede
- Kleinheck
- Kokketorp (Kochendorf)
- Mohrberg, Mosebjerg (Mohrberg)
- Mariedal (Marienthal)
- Moskov
- Pinkeryd
- Pletterberg
- Pugholt el. Pukholt (Puckholt)
- Ravenshorst (≈Ræveskov)
- Rossø[1] (Rossee)
- Sandkro (Sandkrug)
- Sofiero[2] (Sophienruhe)
- Snap el. Snabe (Schnaap)
- Røgind (Rögen)
- Vesterdal (Weesterthal)
- Vesterskov (Westerschau)
- Vindeby (Windeby)
- Wilhelmsthal
- Aakamp